# Aldborough
Aldborough & Thurgarton is een civil parish in het bestuurlijke gebied North Norfolk, in het Engelse graafschap Norfolk met 567 inwoners.